# Équipe de Malaisie de rugby à XV
L'équipe de Malaisie de rugby à XV rassemble les meilleurs joueurs de rugby à XV de Malaisie. Elle ne s'est pas encore qualifiée pour disputer une Coupe du monde mais elle a participé aux tournois qualificatifs.

## Histoire
L'équipe de Malaisie joue régulièrement à ses débuts contre l'équipe de Thaïlande jouant vraisemblablement son premier match en juillet 1955.
La Malaisie a tenté pour la première fois de se qualifier pour la Coupe du monde de rugby à XV 1995 en Afrique du Sud. Ils participent au tournoi asiatique qualificatif.  
La Malaisie est éliminée au premier tour en gagnant le Sri Lanka et en perdant contre le Japon et Taïwan.
La Malaisie a tenté également de se qualifier pour la Coupe du monde de rugby à XV 1999 au Pays de Galles. Elle participe au tournoi asiatique qualificatif.  
La Malaisie termine troisième, battue par les équipes de Taïwan et de Sri Lanka, et elle ne participe pas au 2e tour.
Pour la Coupe du monde de rugby à XV 2003 en Australie, ils terminent troisièmes du premier tour poule A et arrêtent là leur parcours. La Malaisie termine troisième, battue par les équipes de Taïwan et de Singapour, et la Malaisie ne participe pas au 2e tour.
En 2005 la Malaisie prend part au tournoi de l'Asie qualificatif pour la Coupe du monde de rugby à XV 2007 en France. Leur meilleur résultat est une victoire, ils comptent également deux défaites et la Malaisie est éliminée.

## Palmarès
- Coupe du monde
  - 1987 : pas invité
  - 1991 : pas concouru
  - 1995 : pas qualifié
  - 1999 : pas qualifié
  - 2003 : pas qualifié
  - 2007 : pas qualifié

## Joueurs emblématiques
- Dineshwaran Krishnan